# Giovanni Caselli (abate)
Giovanni Caselli (Siena, 25 maggio 1815 – Firenze, 5 ottobre 1891) è stato un abate e inventore italiano.
È unanimemente ricordato come l'inventore del pantelegrafo.

## Biografia

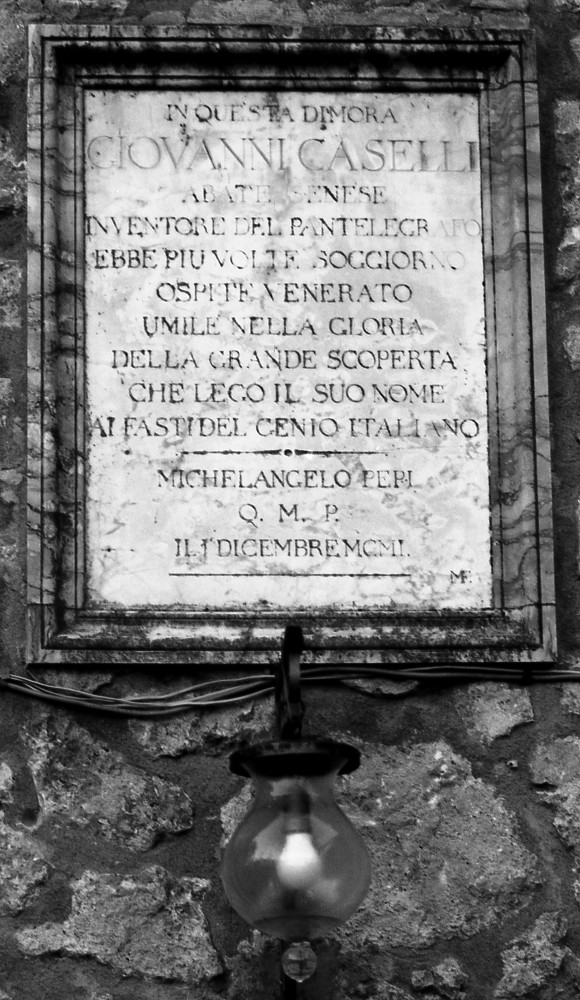
Lapide in località Simignano, nel comune di Sovicille (SI)

Nato a Siena da Francesco e Colomba Molini, Giovanni Caselli studiò fisica a Firenze sotto la guida di Leopoldo Nobili e, nel 1836, prese l'abito ecclesiastico.
Dopo aver insegnato storia e lettere nelle scuole della sua città natale, Caselli si trasferì a Parma nel 1841, come precettore dei figli del conte Luigi Sanvitale. Insieme a lui aderì ai movimenti risorgimentali della città, movimenti che nel 1849 gli costarono l'espulsione dal Ducato. Caselli rientrò quindi a Firenze, dove riprese gli studi di fisica, dedicandosi soprattutto al sincronismo fra due apparati di telecomunicazione posti a notevole distanza. A Firenze, per i tipi Le Monnier, fondò e diresse La ricreazione: giornale di scienze fisiche e di arti ad uso dei giovanetti, del quale uscirono nove numeri nel corso del 1854.

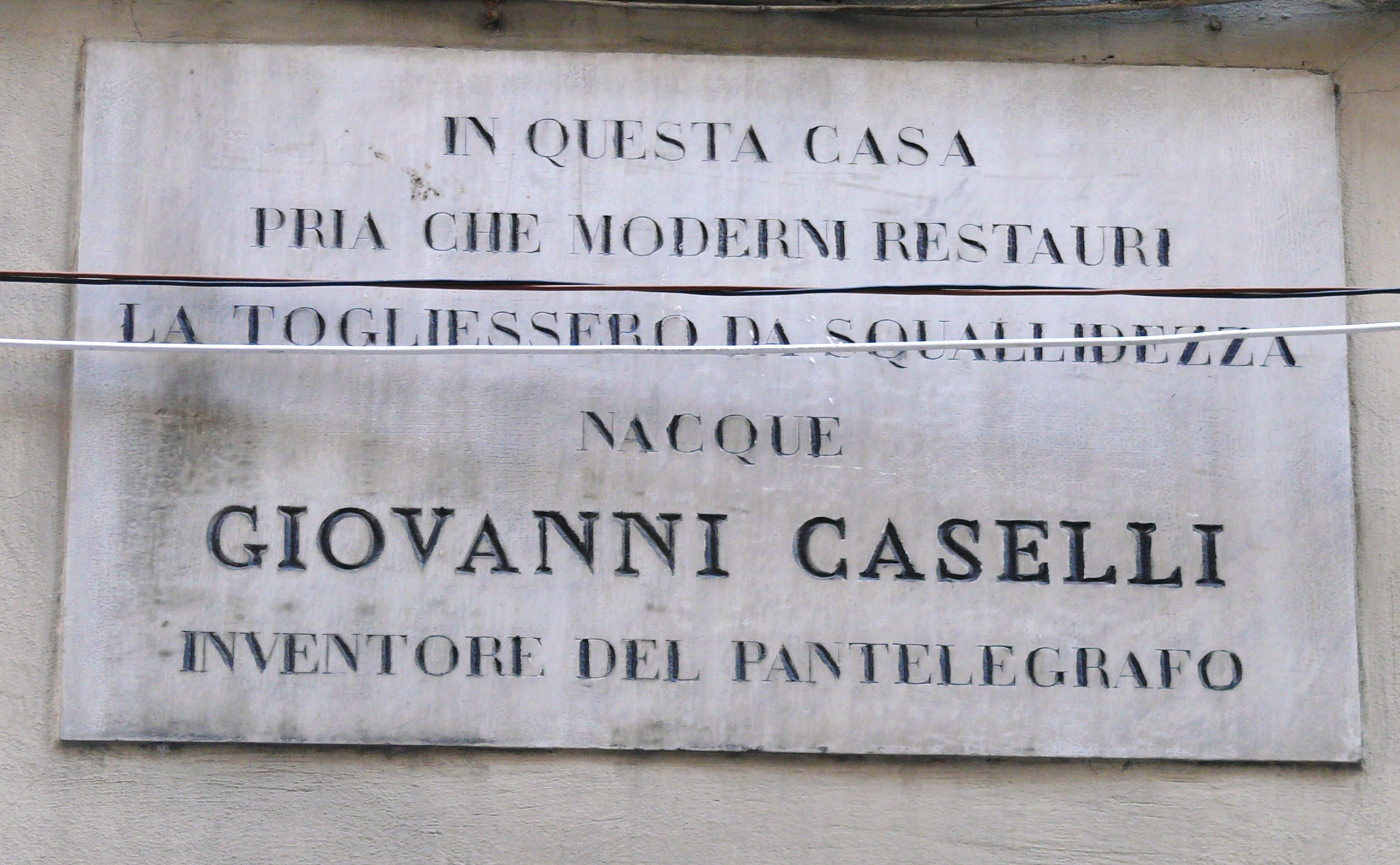
Casa natale di Giovanni Caselli in Banchi di Sotto a Siena

Il Pantelegrafo di Caselli

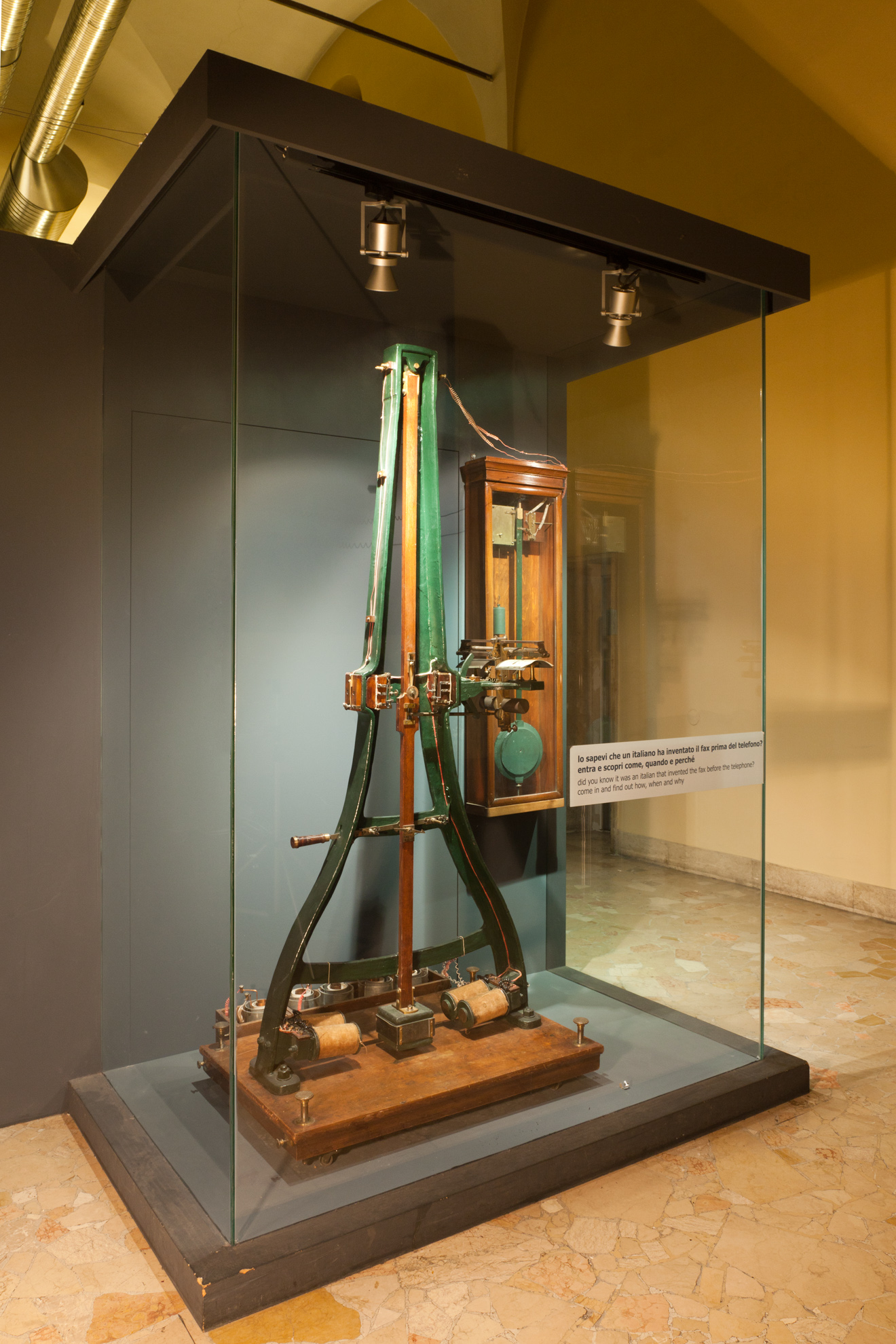
Pantelegrafo di Giovanni Caselli, replica del 1933. Esposto al Museo nazionale della scienza e della tecnologia Leonardo da Vinci, Milano.

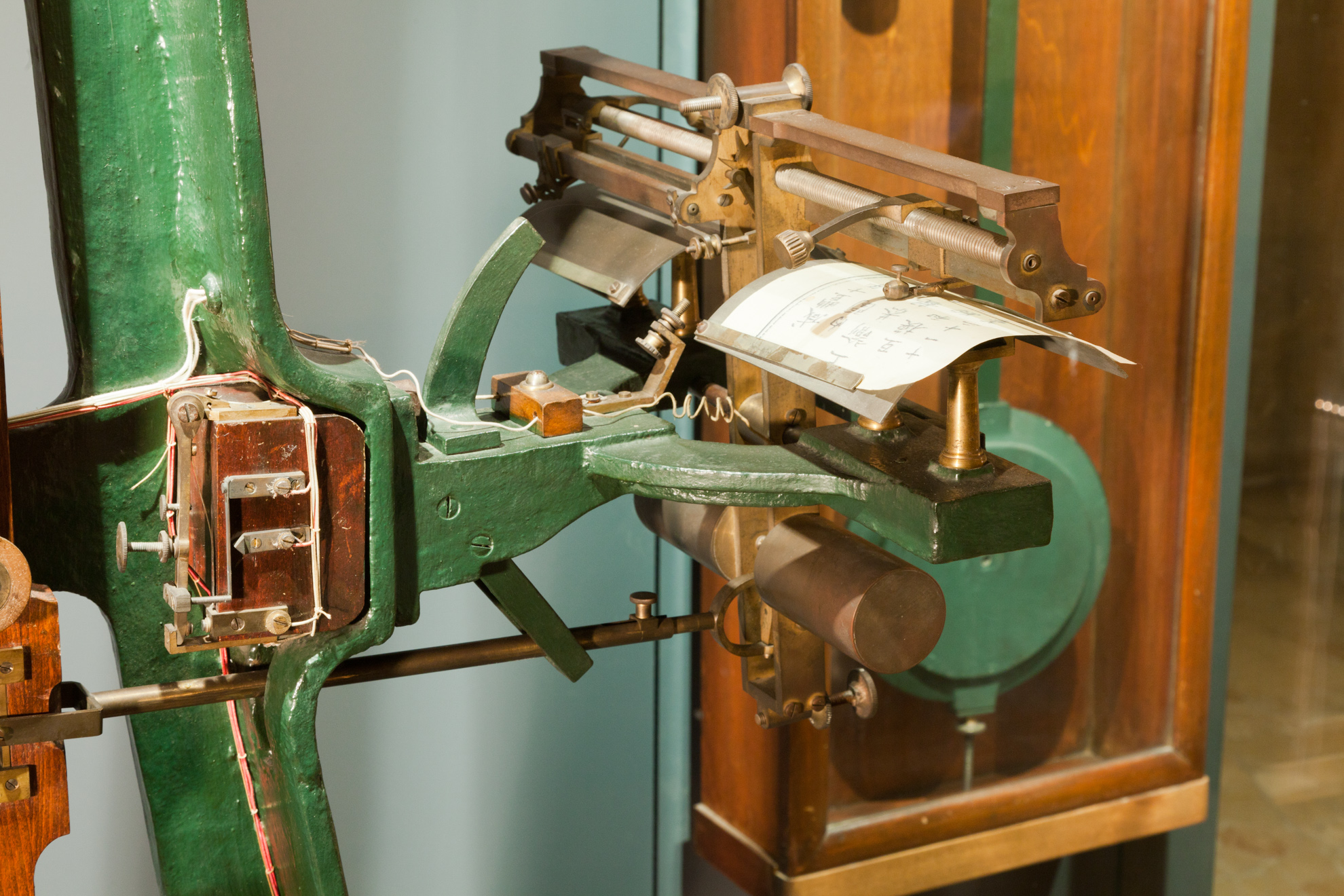
Pantelegrafo di Caselli, replica, particolare. Esposto al Museo nazionale della scienza e della tecnologia Leonardo da Vinci, Milano.

Le sue esperienze di perfezionamento del telegrafo per trasmettere testi, manoscritti e grafica senza l'utilizzo dei segnali convenzionali, portò nel 1856 alla realizzazione di un apparecchio che Caselli denominò pantelegrafo, o telegrafo universale. La definizione della macchina deriva dall'unione della parola pantografo (mezzo che copia disegni e immagini) con telegrafo (macchina che invia messaggi attraverso una linea). Di fatto, il suo dispositivo fu il precursore del fax.
I primi esperimenti furono proposti al governo toscano, ma per reperire i finanziamenti necessari a proseguire la ricerca Caselli si trasferì nel 1857 a Parigi, dove presentò il pantelegrafo a Paul-Gustave Froment, costruttore di apparecchi elettrici, che lo aiutò a perfezionare lo strumento che, nel marzo del 1858, fu presentato a distanza di pochi giorni da Alexandre Edmond Becquerel al Conservatorio nazionale di arti e mestieri di Parigi e da César Depretz all'Accademia delle scienze. L'invenzione, poi brevettata nel 1861, ebbe risonanza anche in Italia, tanto che Caselli fu insignito dell'Ordine dei santi Maurizio e Lazzaro da Vittorio Emanuele II re d'Italia.
Con l'aiuto di Froment, Caselli riuscì ad interessare le autorità politiche francesi. Ottenuto l'appoggio di Napoleone III, che lo insignì anche della Legione d'Onore, poté disporre, per ulteriori prove e collaudi, dell'intera rete francese. Nel 1864 il governo francese decretò l'adozione del pantelegrafo Caselli per le sue linee telegrafiche.
Il servizio fu avviato nel 1865 sulla tratta Parigi-Lione, poi esteso anche sulla Lione-Marsiglia. La tariffa era di 20 centesimi per centimetro quadrato, la tassa era di 10 centesimi. Tale servizio fu interrotto nel 1871 in seguito ai fatti della guerra franco-prussiana e mai più ripristinato.
Il pantelegrafo funzionò anche tra Londra e Liverpool, ma il servizio preventivato non fu realizzato a causa della crisi inglese del 1864. Anche la Russia utilizzò il pantelegrafo per scambi di messaggi tra le residenze imperiali di San Pietroburgo e Mosca e persino la Cina nel 1863 si interessò all'apparecchio e richiese una dimostrazione da effettuarsi a Pechino, che però si risolse in un nulla di fatto.
Nel 1867 Caselli tornò a Siena, dove fu nominato direttore delle scuole comunali.
Oltre al pantelegrafo Caselli realizzò anche: uno strumento per misurare la velocità dei treni (cinemografo), un siluro (che probabilmente, però, non vide mai la luce per un probabile ripensamento pacifista), un timone idromagnetico per la guida delle navi.
Alcuni dei brevetti, documenti, lettere e prove di trasmissione teleautografica sono conservati presso la Biblioteca comunale degli Intronati di Siena e, in piccola parte, presso la biblioteca del Museo Galileo.
È sepolto nel Cimitero del Laterino a Siena.

## Omaggio a Giovanni Caselli
Nel mese di Ottobre 1997, a quasi 150 anni dall'invenzione del pantelegrafo, precursore ed antesignano del fax, a Giovanni Caselli è stata dedicata una mostra.
La mostra di fax art si svolgeva in contemporanea in 4 città: Siena, Londra, Parigi ed Yamagata. A Siena presso il Complesso museale di Santa Maria della Scala, a Parigi e Londra presso l'Istituto Italiano di Cultura e a Yamagata presso la Tohoku University of Art & Design.
I curatori della mostra sono stati Enrico Crispolti e Omar Calabrese. Il catalogo, edito da Hopefulmonster Editore di Torino per conto del Comune di Siena e della Scuola di Specializzazione in Archeologia e Storia dell'Arte dell'Università di Siena, contiene anche uno scritto di Omar Calabrese dal titolo Fax Off su ciò che egli definiva "incertezza dell'opera d'arte" nell'epoca della riproducibilità tecnica, tanto più "incerta" come quella inviata tramite fax. Anche Enrico Crispolti, nella sua introduzione La "faxarte" nella sfera della "performance", rifacendosi alle esperienze della xerografia (che non ha originale) e di mail art, definisce la faxarte" di per sé virtualmente ubiquitaria e di progettualità consapevole d'un effimero comunicativo". Marco Pierini, nella sua introduzione al volume, ripercorre la storia dai caselligrammi alla fax art.
I 76 artisti che hanno preso parte alla mostra sono stati invitati tramite fax ed essi hanno risposto inviando in contemporanea le loro opere nelle quattro sedi della mostra.
Tra gli artisti invitati: Pier Giorgio Balocchi, Mauro Berrettini, Irma Blank, Pietro Cascella (1921-2008), Giuseppe Chiari (1926-2007), Francesco Cocola, Vittorio Corsini, Leonardo Cremonini (1925-2010), Marco Gastini, Kazuyoshi Hirai, Hanako Kumazawa, Ugo Marano, Kurt Laurenz Metzler, Eugenio Miccini (1925-2007), Ugo Nespolo, Yoshin Ogata, Luca Maria Patella, Piero Pizzi Cannella, Pierre Restany (1930-2003), Francesco Somaini (1926-2005), Matthew Spender, Jiro Sugawara, Joe Tilson, Mauro Tozzi, Emilio Vedova (1919-2006), Cordelia von den Steinen.